# Пашутино (Орловская область)
Пашутино — деревня в Мценском районе Орловской области России. Входит в состав Алябьевского сельского поселения.

## География
Деревня находится в северной части Орловской области, в лесостепной зоне, в пределах центральной части Среднерусской возвышенности, на правом берегу реки Черни, на расстоянии примерно 15 километров (по прямой) к востоку от города Мценска, административного центра района. Абсолютная высота — 170 метров над уровнем моря.
Климат характеризуется как умеренно континентальный с умеренно морозной зимой и теплым, иногда жарким летом. Средняя многолетняя температура самого холодного месяца — января, составляет −9,4°С, температура самого теплого +19°С.
Часовой пояс
Деревня Пашутино, как и вся Орловская область, находится в часовой зоне МСК (московское время). Смещение применяемого времени относительно UTC составляет +3:00.

## Население
| 2010 |
| ---- |
| 0    |